# Cheilodipterus artus
Cheilodipterus artus és una espècie de peix pertanyent a la família dels apogònids.

## Descripció
- Pot arribar a fer 18,7 cm de llargària màxima.
- 7 espines i 9 radis tous a l'aleta dorsal i 2 espines i 8 radis tous a l'anal.[6][7]

## Alimentació
Menja peixets.

## Hàbitat
És un peix marí, associat als esculls i de clima tropical (30°N-24°S) que viu entre 3 i 20 m de fondària.

## Distribució geogràfica
Es troba des de l'Àfrica oriental fins a les illes Tuamotu, les illes Ryukyu i la Gran Barrera de Corall.

## Observacions
És inofensiu per als humans.